# Península de Quiberon
La península de Quiberon (en francés: presqu'île de Quiberon; en bretón: Gourenez Kiberen; y en bretón vannetes, Gouriniz Kiberon) es una pequeña península localizada en la fachada atlántica de la Francia metropolitana, el extremo occidental de la bahía de Quiberon. Administrativamente es parte del departamento de Morbihan, región de Bretaña.

## Situación geográfica
La península de Quiberon es una avanzada de tierra unida a la costa sur de Bretaña por el istmo de Penthièvre, de menos de 100 m de ancho. Al oeste, frente a las olas del océano Atlántico, la Costa Salvaje (Côte Sauvage) presenta un paisaje rocoso de acantilados, mientras que al este, la bahía de Quiberon, la parte occidental de Mor braz, forma un cuerpo de agua protegido de los vientos dominantes. Esta lengua rocosa, en realidad una antigua isla, se adentra 14 km en el mar y presenta dos aspectos: por el este, muy protegida con pequeñas playas de arena fina muy populares entre los turistas; al oeste, frente al mar, la costa es salvaje batida por el viento y las corrientes de fondo.
Estos ataques de los elementos han tallado la costa en una serie extraordinaria de abruptos acantilados en los que se esconden pequeñas bahías, que, en marea baja, revelan grutas, cavernas y otras espléndidas esculturas realizadas por  la acción de la naturaleza.
Esta costa salvaje se explora mejor a pie por el sendero costero, aunque hay que estar atento a la meteorología ya que con mal tiempo, el camino puede llegar a ser peligroso.
Quiberon es también un paraíso para los amantes del mar y  los deportes náuticos.  La naturaleza ha dotado de una espléndida playa de 15 km de largo, el sueño de todos los amantes del surf, tablas de windsurf y otros embarcaciones a velas.

## Comunas
La península tiene dos comunas:
- Quiberon
- Saint-Pierre-Quiberon